# Oswaldia hirsuta
Oswaldia hirsuta là một loài ruồi trong họ Tachinidae.